# Gisela Dulko

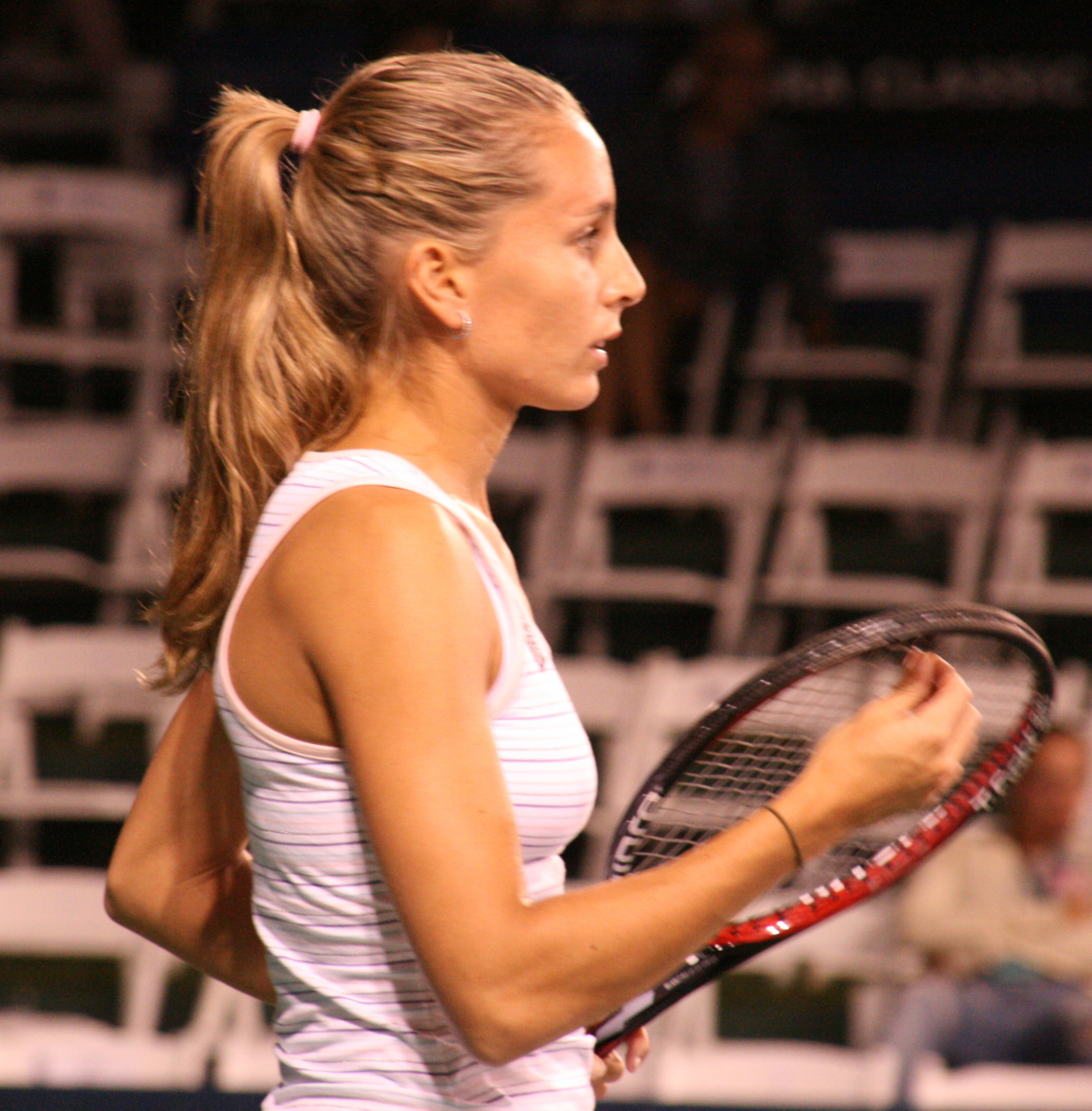
Gisela Dulko.

Gisela Dulko (Tigre, Buenos Aires, 30 de gener de 1985) és una tennista argentina retirada. Individualment tingué un èxit modest amb només quatre títols, però com a especialista en dobles fou número 1 del rànquing mundial durant 24 setmanes i aconseguí disset títols, un d'ells l'Open d'Austràlia 2011 amb Flavia Pennetta. També fou finalista en el US Open 2011 en dobles mixts. Es va retirar al final de la temporada 2012 amb 27 anys.

## Carrera professional
Gisela Dulko començà a jugar al tennis als 7 anys, i va tenir un pas destacat pel circuit júnior, i l'any 2001 va esdevenir la número 5 del rànquing mundial juvenil, i la #1 en dobles. En aquesta categoria es va adjudicar entre altres els importants tornejos de Roehampton, Citta Di Santa Croce i la Copa del Café (2001), i en dobles va conquistar tres títols de Grand slam: l'US Open 2000 (al costat de María Emilia Salerni), Wimbledon 2001 (amb Ashley Harkleroad) i l'Open d'Austràlia 2002 (amb Angelique Widjaja).
En l'any 1999 va fer el seu debut en el circuit professional ITF, arribant a quarts de final en el torneig de Buenos Aires, l'únic que disputara aqueix any, i el 2000 guanyà el seu primer títol future en individuals, en el certamen de Montevideo, on també va guanyar en dobles.

## Torneigs de Grand Slam

### Dobles: 1 (1−0)
| Resultat   | Núm. | Any  | Torneig          | Parella         | Oponents en la final              | Resultat      |
| ---------- | ---- | ---- | ---------------- | --------------- | --------------------------------- | ------------- |
| Guanyadora | 1.   | 2011 | Open d'Austràlia | Flavia Pennetta | Viktória Azàrenka Maria Kirilenko | 2−6, 7−5, 6−1 |

### Dobles mixts: 1 (0−1)
| Resultat  | Núm. | Any  | Torneig | Parella         | Oponents en la final    | Resultat            |
| --------- | ---- | ---- | ------- | --------------- | ----------------------- | ------------------- |
| Finalista | 1.   | 2011 | US Open | Eduardo Schwank | Melanie Oudin Jack Sock | 6−7(4), 6−4, [8−10] |

## Palmarès: 21 (4−17)

### Individual: 8 (4−4)
| Abans de 2009                | Després de 2009         |
| ---------------------------- | ----------------------- |
| Grand Slam (0−0)             |                         |
| WTA Tour Championships (0−0) |                         |
| Tier I (0−0)                 | Premier Mandatory (0−0) |
| Tier II (0−0)                | Premier 5 (0−0)         |
| Tier III (1−0)               | Premier (0−0)           |
| Tier IV i V (2−2)            | International (1−2)     |

| Títols per superfície |
| --------------------- |
| Dura (1−2)            |
| Gespa (0−0)           |
| Terra batuda (3−2)    |

| Resultat   | Núm. | Data                 | Torneig                    | Superfície   | Oponent en la final     | Marcador         |
| ---------- | ---- | -------------------- | -------------------------- | ------------ | ----------------------- | ---------------- |
| Finalista  | 1.   | 14 de gener de 2005  | Hobart, Austràlia          | Dura         | Zheng Jie               | 2−6, 0−6         |
| Finalista  | 2.   | 11 de febrer de 2007 | Pattaya, Tailàndia         | Dura         | Sybille Bammer          | 5−7, 6−3, 5−7    |
| Guanyadora | 1.   | 25 d'abril de 2007   | Budapest, Hongria          | Terra batuda | Sorana Cîrstea          | 6−7(2), 6−2, 6−2 |
| Guanyadora | 2.   | 25 d'agost de 2007   | Forest Hills, Estats Units | Dura         | Virginie Razzano        | 6−2, 6−2         |
| Guanyadora | 3.   | 5 de maig de 2008    | Fes, Marroc                | Terra batuda | Anabel Medina Garrigues | 7−6(2), 7−6(5)   |
| Finalista  | 3.   | 22 de febrer de 2009 | Bogotà, Colòmbia           | Terra batuda | M.J. Martínez Sánchez   | 3−6, 2−6         |
| Finalista  | 4.   | 10 de juliol de 2010 | Bastad, Suècia             | Terra batuda | Aravane Rezaï           | 3−6, 6−4, 4−6    |
| Guanyadora | 4.   | 26 de febrer de 2011 | Acapulco, Mèxic            | Terra batuda | Arantxa Parra Santonja  | 6−3, 7−6(5)      |

### Dobles: 30 (17−13)
| Abans de 2009                | Després de 2009         |
| ---------------------------- | ----------------------- |
| Grand Slam (1−0)             |                         |
| WTA Tour Championships (1−0) |                         |
| Tier I (0−0)                 | Premier Mandatory (1−4) |
| Tier II (1−4)                | Premier 5 (2−1)         |
| Tier III (4−0)               | Premier (2−1)           |
| Tier IV i V (1−2)            | International (4−1)     |

| Títols per superfície |
| --------------------- |
| Dura (10−7)           |
| Gespa (0−0)           |
| Terra batuda (7−6)    |

| Resultat   | Núm. | Data                   | Torneig                             | Superfície       | Parella               | Oponent en la final                          | Marcador            |
| ---------- | ---- | ---------------------- | ----------------------------------- | ---------------- | --------------------- | -------------------------------------------- | ------------------- |
| Finalista  | 1.   | 8 de juliol de 2002    | Casablanca, Marroc                  | Terra batuda     | Conchita Martínez     | Petra Mandula Patricia Wartusch              | 2−6, 1−6            |
| Guanyadora | 1.   | 5 d'abril de 2003      | Casablanca                          | Terra batuda     | María Emilia Salerni  | Henrieta Nagyová Elena Tatarkova             | 6−3, 6−4            |
| Finalista  | 2.   | 2 de maig de 2004      | Varsòvia, Polònia                   | Terra batuda     | Patricia Tarabini     | Silvia Farina Elia Francesca Schiavone       | 6−3, 2−6, 1−6       |
| Finalista  | 3.   | 26 de setembre de 2004 | Pequín, Xina                        | Dura             | María Vento-Kabchi    | Emmanuelle Gagliardi Dinara Safina           | 4−6, 4−6            |
| Finalista  | 4.   | 22 d'agost de 2005     | New Haven, Estats Units             | Dura             | Maria Kirilenko       | Lisa Raymond Samantha Stosur                 | 2−6, 7−6, 1−6       |
| Guanyadora | 2.   | 9 d'octubre de 2005    | Tòquio, Japó                        | Dura             | Maria Kirilenko       | Shinobu Asagoe María Vento-Kabchi            | 7−5, 4−6, 6−3       |
| Guanyadora | 3.   | 16 d'octubre de 2005   | Bangkok, Tailàndia                  | Dura             | Shinobu Asagoe        | Conchita Martínez Virginia Ruano Pascual     | 6−1, 7−5            |
| Guanyadora | 4.   | 30 d'octubre de 2005   | Linz, Àustria                       | Dura (i)         | Květa Peschke         | Conchita Martínez Virginia Ruano Pascual     | 6−2, 6−3            |
| Finalista  | 5.   | 1 de maig de 2006      | Estoril, Portugal                   | Terra batuda     | María Sánchez Lorenzo | Li Ting Sun Tiantian                         | 2−6, 2−6            |
| Guanyadora | 5.   | 26 de febrer de 2006   | Bogotà, Colòmbia                    | Terra batuda     | Flavia Pennetta       | Ágnes Szávay Jasmin Wöhr                     | 7−6(1), 6−1         |
| Guanyadora | 6.   | 23 de juliol de 2006   | Cincinnati, Estats Units            | Dura             | Maria Elena Camerin   | Marta Domachowska Sania Mirza                | 6−4, 3−6, 6−2       |
| Finalista  | 6.   | 30 de juliol de 2006   | Stanford, Estats Units              | Dura             | Maria Elena Camerin   | Anna-Lena Grönefeld Shahar Pe'er             | 1−6, 4−6            |
| Guanyadora | 7.   | 16 de gener de 2009    | Hobart, Austràlia                   | Dura             | Flavia Pennetta       | Alona Bondarenko Katerina Bondarenko         | 6−2, 7−6(4)         |
| Finalista  | 7.   | 22 de febrer de 2009   | Bogotà                              | Terra batuda     | Flavia Pennetta       | Núria Llagostera Vives M.J. Martínez Sánchez | 5−7, 6−3, [7−10]    |
| Finalista  | 8.   | 21 de març de 2009     | Indian Wells, Estats Units          | Dura             | Shahar Pe'er          | Viktória Azàrenka Vera Zvonariova            | 4−6, 6−3, [5−10]    |
| Finalista  | 9.   | 3 de maig de 2009      | Stuttgart, Alemanya                 | Terra batuda (i) | Flavia Pennetta       | Bethanie Mattek-Sands Nàdia Petrova          | 7−5, 3−6, [7−10]    |
| Guanyadora | 8.   | 11 de juliol de 2009   | Bastad, Suècia                      | Terra batuda     | Flavia Pennetta       | Núria Llagostera Vives M.J. Martínez Sánchez | 6−2, 0−6, [10−5]    |
| Guanyadora | 9.   | 20 de febrer de 2010   | Bogotà (2)                          | Terra batuda     | Edina Gallovits       | Olga Savchuk Anastasiya Yakimova             | 6−2, 7−6(6)         |
| Guanyadora | 10.  | 4 d'abril de 2010      | Miami, Estats Units                 | Dura             | Flavia Pennetta       | Nàdia Petrova Samantha Stosur                | 6−3, 4−6, [10−7]    |
| Guanyadora | 11.  | 2 de maig de 2010      | Stuttgart                           | Terra batuda (i) | Flavia Pennetta       | Květa Peschke Katarina Srebotnik             | 3−6, 7−6(3), [10−5] |
| Guanyadora | 12.  | 8 de maig de 2010      | Roma, Itàlia                        | Terra batuda     | Flavia Pennetta       | Núria Llagostera Vives M.J. Martínez Sánchez | 6−4, 6−2            |
| Finalista  | 10.  | 5 de maig de 2010      | Madrid, Espanya                     | Terra batuda     | Flavia Pennetta       | Serena Williams Venus Williams               | 2−6, 5−7            |
| Guanyadora | 13.  | 10 de juliol de 2010   | Bastad (2)                          | Terra batuda     | Flavia Pennetta       | Renata Voráčová Barbora Záhlavová-Strýcová   | 7−6(0), 6−0         |
| Guanyadora | 14.  | 23 d'agost de 2010     | Mont-real, Canadà                   | Dura             | Flavia Pennetta       | Květa Peschke Katarina Srebotnik             | 7−5, 3−6, [12−10]   |
| Finalista  | 11.  | 9 d'octubre de 2010    | Pequín (2)                          | Dura             | Flavia Pennetta       | Chuang Chia-jung Olga Govortsova             | 6−7(2), 6−1, [7−10] |
| Guanyadora | 15.  | 23 d'octubre de 2010   | Moscou, Rússia                      | Dura (i)         | Flavia Pennetta       | Sara Errani M.J. Martínez Sánchez            | 6−3, 2−6, [10−6]    |
| Guanyadora | 16.  | 31 d'octubre de 2010   | WTA Tour Championships, Doha, Qatar | Dura             | Flavia Pennetta       | Květa Peschke Katarina Srebotnik             | 7−5, 6−4            |
| Guanyadora | 17.  | 27 de gener de 2011    | Open d'Austràlia, Austràlia         | Dura             | Flavia Pennetta       | Viktória Azàrenka Maria Kirilenko            | 2−6, 7−5, 6−1       |
| Finalista  | 12.  | 1 d'octubre de 2011    | Tòquio, Japó                        | Dura             | Flavia Pennetta       | Liezel Huber Lisa Raymond                    | 6−7(4), 6−0, [6−10] |
| Finalista  | 13.  | 8 d'octubre de 2011    | Pequín (3)                          | Dura             | Flavia Pennetta       | Květa Peschke Katarina Srebotnik             | 3−6, 4−6            |

## Trajectòria

### Individual
| Open d'Austràlia | A    | Q1    | A     | 1R    | 2R    | 2R    | 2R    | 1R    | 2R    | 3R    | 1R    | 1R  | 0 / 9     | 6 – 9     |
| Roland Garros | A    | Q2    | 1R    | 3R    | 2R    | 4R    | 2R    | 2R    | 3R    | 2R    | 4R    | Q1  | 0 / 9     | 14 – 9    |
| Wimbledon | A    | Q1    | Q2    | 3R    | 2R    | 3R    | 1R    | 3R    | 3R    | 1R    | A     | Q2  | 0 / 7     | 8 – 7     |
| US Open | A    | Q2    | Q2    | 2R    | 2R    | 1R    | 1R    | 1R    | 4R    | 3R    | 2R    | A   | 0 / 8     | 8 – 8     |
| Total Victòries–Derrotes | 32–7 | 20–18 | 31–24 | 40–26 | 34–25 | 17–25 | 29–24 | 22–22 | 31–21 | 21–21 | 15–16 | 3–7 | 308 – 239 | 308 – 239 |
| Rànquing a final d'any | 86   | 152   | 124   | 33    | 27    | 61    | 38    | 51    | 37    | 49    | 68    | –   |           |           |
| Llegenda: G: Guanyadora; F: Finalista; SF: Semifinalista; QF: Quarts de final; Q: Qualificació; A: Absent; RR: Round Robin; |      |       |       |       |       |       |       |       |       |       |       |     |           |           |

### Dobles
| Open d'Austràlia | A   | A  | 2R | 2R          | QF          | 3R          | 1R  | 2R          | QF          | G           | 3R | 1 / 9     | 19 – 8    |
| Roland Garros | A   | 2R | 3R | 2R          | 3R          | QF          | 1R  | 2R          | QF          | QF          | 2R | 0 / 10    | 17 – 10   |
| Wimbledon | 1R  | 1R | 3R | 1R          | 1R          | 1R          | 2R  | 2R          | SF          | A           | 1R | 0 / 10    | 6 – 10    |
| US Open | A   | 1R | 1R | 3R          | 1R          | 3R          | 2R  | 3R          | QF          | 3R          | A  | 0 / 8     | 12 – 8    |
| Jocs Olímpics | NC  | NC | A  | No celebrat | No celebrat | No celebrat | 2R  | No celebrat | No celebrat | No celebrat | 1R | 0 / 2     | 1 – 2     |
| WTA Tour Championships | A   | A  | A  | A           | A           | A           | A   | A           | G           | SF          | A  | 1 / 2     | 2 – 1     |
| Total Victòries–Derrotes | –   | –  | –  | –           | –           | –           | –   | –           | –           | –           | –  | 305 – 182 | 305 – 182 |
| Rànquing a final d'any | 125 | 96 | 34 | 26          | 29          | 23          | 132 | 27          | 1           | 9           | 46 |           |           |
| Llegenda: G: Guanyadora; F: Finalista; SF: Semifinalista; QF: Quarts de final; Q: Qualificació; A: Absent; RR: Round Robin; |     |    |    |             |             |             |     |             |             |             |    |           |           |

## Guardons
- WTA Doubles Team of the Year (2010 amb Flavia Pennetta)
- ITF Doubles World Champion (2010 amb Flavia Pennetta)